# スウィフト・DB2
スウィフト・DB2 (Swift DB2)は、スウィフト・エンジニアリングによって開発されたプロトタイプカー。
1985年にスポーツ・2000レース用に使用された。